# Улица адмирала Гепрата
| · Улица · Адмирала Гепрата | · Улица · Адмирала Гепрата                             |
| -------------------------- | ------------------------------------------------------ |
|                            |                                                        |
| Општина                    | Савски венац                                           |
| Почетак                    | Улице Балканска Гаврила Принципа Милована Миловановића |
| Крај                       | Улица кнеза Милоша                                     |
| Дужина                     | око 300 m                                              |
| Ширина                     | око 20 m                                               |
| Створена                   | непознато                                              |
| Названа                    | по француском адмиралу Емилу Гепрату                   |
| Стари називи               | Босанска                                               |
|                            |                                                        |
|                            |                                                        |
|                            |                                                        |

Улица адмирала Гепрата је улица која повезује Балканску улицу са Улицом кнеза Милоша. Налази се на територији општине Савски венац.

## Име улице
Улица је добила име по француском адмиралу Емилу Гепрату који је, у време када су српски војници и официри који су преживели Албанску голготу почели 1916. године да пристижу у Тунис, био градоначелник града Туниса и командант француске војске у Тунису. Он се тада посебно ангажовао око лечења српских војника и индиректно је заслужан за спасавање више хиљада српских војника.

## Историја
Улица адмирала Гепрата је једна од старијих београдских улица. Својевремено улица је носила назив Босанска улица.
Приликом посете адмирала Гепрата Београду 1931. године народ га је носио од Главне железничке станице до Славије. Део трасе којом су прошли понео је његово име.

## Улицом адмирала Гепрата
Данас, Улица адмирала Гепрата је улица у којој се, осим стамбених зграда, налазе мале занатске радње, ресторани, црква, али и одређене државне установе.

## Суседне улице
1. Краљице Наталије
2. Немањина
3. Кнеза Милоша
4. Балканска
5. Гаврила Принципа
6. Добрињска
7. Милована Миловановића

## Галерија
- Кафана Мала тамбура
- Ресторан Монумент
- Зграда Министарства привреде и Министарства финансија
- Вазнесењска црква